# Miho Fukumoto
Miho Fukumoto, född 2 oktober 1983 i Ibusuki, Kagoshima, är en japansk fotbollsspelare som tog OS-silver i damfotbollsturneringen vid de olympiska fotbollsturneringarna 2012 i London. 